# A Caverna (filme)
The Cave (bra/prt: A Caverna) é um australo-teuto-romeno-estadunidense de 2005, dos gêneros ficção científica, ação e terror, dirigido por Bruce Hunt, com roteiro de Michael Steinberg e Tegan West.
O filme foi produzido pela Lakeshore Entertainment e pela Cinerenta e foi lançado em 26 de agosto de 2005, tendo arrecadado US$ 
6,1 milhões no fim de semana de estreia e US$ 33,3 milhões em todo o mundo, para um orçamento de US$ 30 milhões. Recebeu críticas negativas e tem uma taxa de aprovação de 12% com base em 111 votos no Rotten Tomatoes.

## Sinopse
Enquanto inspecionavam ruínas de uma abadia do século 13 encontrada numa floresta romena, cientistas descobrem sob ela um túnel subterrâneo.

## Elenco principal
- Cole Hauser como Jack McAllister
- Eddie Cibrian como Tyler McAllister
- Morris Chestnut como Top Buchanan
- Lena Headey como Katheryn Jennings
- Piper Perabo como Charlie
- Rick Ravanello como Briggs
- Daniel Dae Kim como Alex Kim
- Kieran Darcy-Smith como Strode
- Marcel Iureș como Dr. Nicolai
- Vlad Rădescu como Dr. Bacovia

## Bilheteria
Nos EUA, o filme estreou em 5º lugar, arrecadando US$ 6,15 milhões em 2.195 salas, com média de US$ 2.800 cada. A receita final bruta ultrapassou os US$ 15 milhões. Na Austrália, estreou em 89 salas, com média de A$ 3.204, totalizando A$ 285 mil. Em todo o mundo, o filme arrecadou US$ 33,3 milhões.

## Trilha sonora
Dois CDs da trilha sonora foram lançados em 26 de agosto de 2005 pela Lakeshore Records, um com a trilha sonora dos compositores do filme Reinhold Heil e Johnny Klimek e outro com faixas de bandas de heavy metal como Atreyu, Lacuna Coil, Burning Brides, Ill Niño, Killswitch Engage, Shadows Fall, Trivium e mais. Além disso, o single Nemo dos Nightwish é destaque durante os créditos finais do filme.
1. Irreversal - Killswitch Engage
2. Nemo - Nightwish[14]
3. You Eclipsed by Me - Atreyu
4. I'll Find the Way - Ill Niño
5. Inspiration on Demand - Shadows Fall
6. Like Light to the Flies - Trivium
7. Daylight Dancer - Lacuna Coil
8. Hard Night - Open Hand
9. Love Lost in a Hail of Gunfire - Bleeding Through
10. Medieval - Diecast
11. Magnolia - Bury Your Dead
12. A Threnody for Modern Romance - It Dies Today
13. Blood and Thunder - Mastodon
14. Prescription - Vext
15. King of the Demimonde - Burning Brides
16. Taking You Down - Egypt Central
17. Conflicted, Conditioned - Devilinside
18. Bring the Pain/Multiple Incisions - Candiria